# GemCraft
GemCraft (с англ. — «Ювелирное дело») — игра в жанре tower defense, созданная венгерской компанией Game in a Bottle. Первая часть вышла в свет 26 июня 2008 года. Приквел GemCraft Chapter 0: Gem of Eternity был выпущен 16 апреля 2009 года, а еще более ранний по времени приквел под названием GemCraft Lost Chapter: Labyrinth увидел свет 17 февраля 2011 года. Первая часть серии вышла для устройств iOS 14 апреля 2011 года. Сиквел к первой части под названием GemCraft 2: Chasing Shadows был выпущен 4 апреля 2014 года.
В GemCraft игроку даются магические драгоценные камни, которые он может использовать для защиты объекта от монстров. Каждый камень имеет свой тип (имеющий определенный цвет), которые можно открывать путем их комбинирования. Также камни имеют свой уровень огранки (имеющий определенную форму), которые также открываются путем смешения. Очки здоровья и маны представлены одним параметром, маной. С помощью маны игрок может строить объекты и управлять драгоценными камнями. Для прохождения уровня игрок должен научиться управлять своими ресурсами для отражения вражеских атак.

## Игровой процесс
GemCraft Chapter One: The Forgotten — первая часть серии. В игре присутствуют гемы, башни, ловушки синего типа. Предусмотрены увеличение максимума маны и использование камней как бомб.
Возможности игрока:
- 12 навыков для «прокачки» с помощью очков навыков, получаемых при повышении уровня. Уровень повышается за счёт опыта, опыт игрок получает за каждое поле (набрав на поле меньше опыта, чем в первый раз, игрок не получит опыта, при улучшении результата добавляется улучшение);
- Создание камней 1-6 уровня — каждый следующий уровень требует большего количества маны;
- Комбинирование камней;
- Создание башен — в каждой башне есть место для одного гема. Извлечь камень можно без особых препятствий, однако поставив гем в башню необходимо подождать некоторое время для его активации;
- Создание ловушек — в первой части представлена лишь ловушка, соответствующая синему типу камня — замедляющая;
- Использование камня как бомбы, наносящей урон монстрам в определённом радиусе;
- Увеличение максимума маны.

Также в игре присутствуют амулеты — аналоги «ачивментов» или «перков»: выполнив определённые условия, игрок получает амулет и прилагающийся к нему дополнительный опыт. Самыми сложными амулетами являются амулеты цветов — для каждого такого амулета необходимо пройти секретный уровень, содержащий в себе камни лишь одного цвета. Для открытия секретного уровня надо пройти 6 последовательных обычных уровней с определённым или большим количеством опыта каждый. Таким образом, в игре 8*6=48 обычных уровней + 8 секретных = 56 уровней.
Сюжет повествует о путешествии мага, который пытается очистить местные земли от толп монстров, используя свой телепортирующийся дом и магию гемов для их уничтожения. Постепенно он находит источник всех бед — «Забытую» («Forgotten»), неизвестного ему могущественного демона, повелевающей демонами и монстрами. Победив злодея в битве против его ужаснейших монстров, главный герой сам становится одержимым «Забытой» — злой, могущественной сущностью, использовавшей тело предыдущего мага для перемещения по просторам материального мира. Продолжение сюжета последует во второй части, Chapter 2: Chasing Shadows.

## Дальнейшее развитие

### GemCraft Chapter Zero: Gem of Eternity
Вышло 16 апреля 2009. Игра была улучшена и немного переработана.
Нововведения :
- Теперь ловушки создаются без типа, в них можно вставлять камни, которые наносят меньший урон, чем когда они находятся в башнях, однако имеют большую силу способностей;
- Обновлённое древо навыков с большим разнообразием — введены навыки для усиления каждого типа гемов отдельно, усиление чистых и двух типовых камней;
- Призматические камни — включающие в себя все 8 типов камней и школа навыка для них;
- Добавлены маяки монстров (monster beacon) — ограничивающие игрока либо помогающие монстрам, разрушаемые гемами-бомбами, и храмы заклинаний (spell shrine), активируемые гемами, помогающие игроку в борьбе с тварями.
- Появились дополнительные логова существ, выпускающие монстров наравне с основными логовами. Для их уничтожения необходимо задействовать гемы-бомбы.

Все уровни, за исключением битвы с мистическими монстрами (arcane boss battles) (замена режима эпичных боёв (epic battle)) имеют 10 способов прохождения (модов). Каждый из этих уровней может быть сыгран в каждом варианте, чтобы получить больше очков опыта. Каждый уровень имеет три из восьми модификаций (по умолчанию недоступны; спрятанный десятый тоже не доступен), дающие тройное количество опыта. При этом амулеты опыта также утраиваются (за исключением амулетов Победы и Путешествия).
Сюжет является предысторией первой части и рассказывает об освобождении «Забытого». Главный герой, маг, десятилетиями искал и изучал информацию о Камне Вечности — легендарном древнем геме невероятной силы, который может даровать бессмертие и исполнять желания. Ведомый жаждой магического всемогущества, он отправляется на его поиски. Герой находит путь к хранилищу камня, который охраняется множеством монстров и несколькими таинственными стражами (arcane guardians). Телепортируясь в своём доме от поля боя к другому и уничтожая препятствия на своём пути, персонаж игрока добирается до последнего храма, хранилища Камня. После продолжительной битвы герой получает доступ к Камню Вечности, однако тот оказывается артефактом, сдерживающим «Забытую», могучего демона — её служители специально переврали легенду о Камне для её освобождения. «Забытая» вырывается наружу и вселяется в тело жадного колдуна, которого встретит и победит герой первой части.

### GemCraft Lost Chapter: Labyrinth
Вышло 17 февраля 2011. Эта часть значительно отличается от своих предшественниц подачей элемента геймплея, сохраняя базовые принципы.
Основным нововведением стала смена последовательного приключения от уровня к уровню в одном направлении, как это было в первых двух частях, на лабиринт в 169 полей (13 на 13), карты которого, за исключением секретных 4 угловых уровней, представляют собой неразрывный путь от самого первого поля до центра. Тем самым, проходя уровень, игрок открывает все клетки, связанные путём с пройденной, ранее не открытые.
- Игрок теперь сам выбирает цвет создаваемого камня, уровень создаваемых камней увеличился до 12
- Теперь камни можно клонировать за ту же цену, за какую был создан оригинальный камень.
- Камни можно «продавать» за[a] 70 % стоимости маны.
- Вместо режимов из второй части введены более гибкие настройки, усложняющие игру, но увеличивающие опыт, получаемый игроком на этом поле. Опыт, получаемый игроком, умножается на коэффициент сложности, выбранный перед началом поля.
- Помимо получения очков навыков за повышение уровня, также можно получить дополнительные очки навыков за убийство редко появляющегося во время любого боя парящего над картой существа, явления (apparition).
- Поля боя с боссами включают в себя маяки (crafting pylons), которым необходимо нанести определённый урон для прохождения уровня. Финальный уровень включает целых 4 таких маяка.
- Появилась возможность строить стены (дешёвые препятствия, позволяющие перенаправлять поток монстров в другое русло при наличии нескольких возможных путей), храмы заклинаний (двух типов, молнии в 4 стороны и искры в определённом радиусе. Теперь они используются многоразово, но требуют перезарядки между использованиями) и усилители (при вставлении в него гема, близлежащие башни и ловушки получают бонусы, зависящие от типа вставленного камня).
- Каждая карта изначально имеет 2 или 4 доступных игроку цвета. Другие цвета можно открыть, купив их за некоторое количество маны а в финальном уровне доступны все 8.[4]
- Дополнительные логова монстров и маяки монстров теперь атакуются и самими башнями с гемами. Логова могут стоять на пути монстров, вне зависимости от целостности они являются проходимыми монстрами участками.
- На некоторых картах появляются колодцы маны (mana shards), которые могут быть атакованы башнями для извлечения из них дополнительной маны. Колодец содержит определённое число маны и истощается.
- Добавлена Премиум-версия, покупаемая за деньги, открывающая доступ к нескольким новым настойкам полей и навыкам. Премиум-версия не обязательна для полного прохождения игры, однако облегчает прохождение, расширяет возможности игрока и добавляет более «соревновательные» режимы.
- Добавлена постройка-гробница (tomb), также разрушаемая башнями или бомбами-гемами. Каждая такая постройка содержит призраков-клонов монстров стандартных для карты волн, которые вырываются на свободу при уничтожении здания. Помимо дополнительных монстров и маны за них, уничтожение гробницы увеличивает количество монстров последующих волн.
- Для определённых полей битв предусмотрены сложные испытания. Все они настолько сложны, что пройти эти испытания возможно только пройдя игру с огромным количеством опыта, либо имея премиум-версию[b].
- Система светящихся рамок, указывающих на количество заработанных очков на карте относительно установленного в первой части и прохождение режимов во второй, заменена на режим просмотра коэффициентов полученного опыта для каждой карты, где цифра является долей относительно установленного количества опыта.
- Хоть и кажется что режим Endurance бесконечный, но в нём фиксировано 1337 волн, также столько волн в уровнях с crafting pylons, победа засчитывается даже если вы не нанесли нужный урон crafting pylons но прошли все 1337 волн.
- Множитель опыта при использовании всех усложнений, прохождения 1337 волн и сборе всех боевых амулетов в таком режиме, не считая множителей от tomb — около 40890, причем на уровнях с crafting pylons, опыт насчитывается стандартно, как за простое прохождение уровня.
- С каждой новой волной у монстров повышается здоровье, но существует максимальный предел здоровья монстров с которым может прибыть не усиленная вами волна, это 3,(3) миллиарда без опции усиления монстров Waves getting tougher faster, и 9,(9) триллионов с включенной.

Сюжет является предысторией к нулевой части, события, рассказываемые в ней, происходят задолго до первой и второй части, поэтому глава называется «Потерянной». Главный герой — ещё один маг гемов, закончивший своё обучение юноша. Он отправляется по заданию своего учителя в маленький городок для дальнейшей охраны. Внезапно город атакуют орды монстров, знакомых игрокам по предыдущим частям. Герой замечает, что спустя десять дней сдерживания монстров он остался один в полуразрушенном городе — жители бежали, а твари были убиты. Сразу после этого на карте, данной учителем, появляется месторасположение близлежащего лабиринта, где героя ожидает его финальное испытание.
Проходя лабиринт, маг узнаёт всё больше — его заданием является использование магической кузницы в центре лабиринта для заточения «Забытой», владеющего этим лабиринтом. По пути герою приходится иметь дело с многочисленными монстрами, призраками монстров, «явлениями» — неупокоенными призраками убитых в Лабиринте магов, а также даже с Тенями — самыми могущественными подчинёнными Забытой.
В центре лабиринта маг завершает миссию, активировав 4 магических маяка. Древняя магия позволяет колдуну создать ловушку с только что созданным артефактом — Камнем Вечности. Маг обнаруживает записку, оставленную ему его предшественником, в которой объясняется происхождение Забытой и содержатся дальнейшие указания, и направляется в Кузню Душ (Spiritforge), чтобы опередить демона и вновь заточить её в Камень Вечности.

### GemCraft Chapter 2: Chasing Shadows
Прямое продолжение первой части. Изначально дата выхода была запланирована на январь 2014 года, но позднее была перенесена на 17 марта 2014. 17 сентября 2013 года был представлен трейлер к игре. За неделю до релиза по первой официальной дате 17 марта, сроки релиза были сдвинуты на неделю, приблизительно на 25 марта. 21 марта 2014 игра прошла одобрение сообщества Steam Greenlight и было анонсировано, что игра будет доступна в октябре 2014.
6 июня 2015 года Chasing Shadows появилась на игровом портале Kongregate.com с большим количеством платных опций.

### GemCraft Lost Chapter: Frostborn Wrath
Приквел основной серии. Вышла в Steam 10 января 2020. Количество типов камней было уменьшено до 6 видов, инвентарь до 9 ячеек, но появилась возможность сразу создавать камни необходимого уровня. Общая сложность игры значительно выросла, разработчик охарактеризовал это как «Dark souls среди игр жанра Tower Defense».

## Комментария
1. ↑  Один из навыков в премиум-версии позволяет повысить возвращаемую долю стоимости до 85 %
2. ↑  Строго говоря, 6 из них можно пройти только с ней. Для проходжения этих испытаний требуется победить 100 волн, что можно сделать только в режиме выживания (Endurance), доступном в премиум-версии.